# Johann Jakob Wolff von Todenwarth

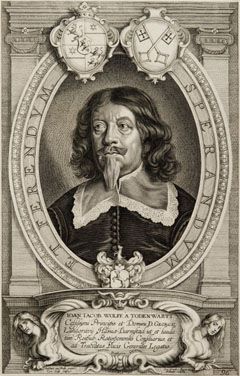
Johann Jakob Wolff von Todenwarth

Johann Jakob Wolff von Todenwarth (* 28. August 1585 in Speyer; † 25. März 1657 in Regensburg) war Rat der Landgrafschaft Hessen-Darmstadt und kaiserlicher Rat, Syndikus und Gesandter der Reichsstadt Regensburg am kaiserlichen Hof in Wien und beim Westfälischen Friedenskongress in Münster und Osnabrück.

## Leben

### Herkunft und Familie
Johann Jakob Wolff von Todenwarth wuchs auf als Sohn des Leonard Wolff zur Todenwarth (1549–1606, Advokat und Prokurator am Reichskammergericht in Speyer) und seiner ersten Frau Anna Bien (* 1580) zusammen mit seinen Brüdern Anton (1592–1641, Kanzler in Hessen-Darmstadt) und Christian Marsilius (1595–1641, Kaiserlicher Obrist) in der uralten hennebergisch-fränkisch-hessischen Adelsfamilie Wolff von Todenwarth. Nach dem Studium der Rechtswissenschaft an den Universitäten in Altdorf, Marburg und Jena heiratete er 1607 Ursula Ayrer die Tochter des Nürnberger Ratsherren Heinrich Ayrer. Von sechs Kindern aus dieser Ehe hat nur eine Tochter überlebt. Zwei Söhne kamen 1634/1639 als kaiserliche Offiziere im Felde ums Leben. Nach dem Tod seiner ersten Ehefrau heiratete er 1615 Barbara Widmann (1596–1652) und schloss nach deren Tod 1653 eine dritte Ehe mit seiner Schwägerin Susanne Dorothea Widmann, geb. Schiltl, Witwe seines Schwagers. Beide Ehen sind kinderlos geblieben.

### Werdegang und Wirken
Im Jahre 1612 wurde Johann Jakob Syndikus der Stadt Regensburg, wo ihm 1616 auch das Stadtschreiberamt übertragen wurde, das er 30 Jahre lang bis zu seiner Wahl in den Inneren Rat der Stadt innehatte. Nachdem 1627 im Rat der Stadt der Entschluss zum Bau der Dreieinigkeitskirche gefallen war, war er maßgeblich beteiligt an der Beschaffung von Finanzmitteln, vermittelte den Architekten Johann Carl aus Nürnberg und hielt die Rede zur Grundsteinlegung. Im Dienst der Stadt Regensburg blieb er 45 Jahre bis zu seinem Tod. Ab 1628 war er während des Dreißigjährigen Krieges als Kaiserlicher Rat für die Reichsstadt Regensburg am kaiserlichen Hof in Wien tätig. Dabei wurde er im Sommer 1633 auf einer Reise von Nürnberg nach Regensburg bei Lauf von schwedischen Soldaten gefangen genommen und mehrere Monate als feindlicher Agent in Mainz inhaftiert. Ihm wurde vorgeworfen, unter dem Vorwand harmloser Geschäfte heimlich im Auftrag des Kaisers gegen die verbündeten evangelischen Städte und die Krone Schwedens zu arbeiten. Kaiser Ferdinand II. entschädigte ihn für die Folgen der Haft mit einem Schmerzensgeld von 20.000 Talern. Im kaiserlichen Auftrag war er im Juli 1634 auch entscheidend beteiligt an den Übergabeverhandlungen der Stadt Regensburg, die während der Kämpfe um Regensburg von den Schweden erobert und sieben Monate besetzt worden war. Nach der Kapitulation der Schweden wurde die Stadt dann aber zum Ärger des bayerischen Kurfürsten nicht von bayerischen, sondern von kaiserlichen Truppen besetzt, so wie es Todenwarth im Sinne des Kaisers geplant hatte.
Im Jahre 1635 war er als Vertreter von Hessen-Darmstadt an den Verhandlungen zum Friedensschluss von Prag beteiligt.
Danach war Todenwarth auch Gesandter des Landgrafen Georg II. von Hessen-Darmstadt und im Jahre 1646 Gesandter der Reichsstadt Regensburg bei den Verhandlungen zum Westfälischen Friedenskongress in Münster und Osnabrück.
Nachdem er in den Jahren 1653/1654 als Vertreter der Stadt Regensburg am ersten Reichstag nach dem Dreißigjährigen Krieg in Regensburg teilgenommen hatte, war er letztmals im November 1655 als hessischer Gesandter am kaiserlichen Hof in Wien tätig.

### Ehrungen
Am 10. März 1623 wurde Johann Jakob Wolff von Todenwarth in Regensburg in den Reichsadelsstand erhoben.

### Grabstätte und Sonstiges
Johann Jakob Wolff von Todenwarth fand seine letzte Ruhestätte in der Grabstätte seiner 2. Ehefrau Barbara (1596–1652) auf dem (ehemaligen) Petersfriedhof, gelegen auf dem heutigen Ernst-Reuter-Platz. Der Friedhof wurde am Beginn des 20. Jahrhunderts aufgelassen. Das Epitaph der Grabstätte ist in der Minoritenkirche des ehemaligen Franziskanerklosters (heute: Stadtmuseum Regensburg) erhalten. Der gute Ruf und die große Bedeutung des Verstorbenen für die Stadt Regensburg hatte auch zur Folge, dass sein Neffe, Freiherr Eberhard Wolff von Todenwarth, ein kaiserlicher Diplomat und Gesandter im Auftrag der Landgrafschaft Hessen-Darmstadt, der zufällig 1663 auf der Durchreise nach Darmstadt in Regensburg verstarb, auf dem für Begräbnisse von Reichstagsgesandten vorgesehenen Gesandtenfriedhof hinter der Dreieinigkeitskirche begraben wurde.